# Estelle Getty
Estelle Getty est une actrice américaine, née le 25 juillet 1923 à New York au Manhattan et morte le 22 juillet 2008 à Los Angeles en Californie.

## Biographie
Estelle Getty découvre la comédie alors qu'elle n'a que cinq ans lors d'un stage de théâtre. Désireuse d'élever une famille, elle n'apparaitra devant la caméra qu'en 1978 dans Team Mates, film indépendant passé inaperçu réalisé par Steven Jacobson. Les années 1980 lui sourient puisqu'elle figure à l'affiche de deux beaux succès que sont Tootsie de Sydney Pollack avec Dustin Hoffman (1982), et Mask de Peter Bogdanovich (1985). Enfin, après une période passée sur le petit écran, elle revient près des projecteurs avec Stuart Little de Rob Minkoff (1999) et Ticket gagnant de Neil Mandt (2000).
Toutefois, c'est la télévision qui lui offre son plus long succès grâce au rôle de Sophia Petrillo qu'elle interprète d'abord dans la série Les Craquantes (The Golden Girls), où elle campe le rôle de la mère de Dorothy Zbornak (jouée par Beatrice Arthur), et ce bien qu'elle soit d'un an sa cadette, puis dans The Golden Palace un spin off de la première. Enfin, le personnage apparait également dans d'autres séries telles que Petite Fleur ou Nurses.

### Mort
Elle meurt le 22 juillet 2008 au matin à son domicile de Los Angeles. Sa mort fut annoncée par son fils Carl Gettleman. Elle souffrait depuis plusieurs années d'une grave maladie (maladie à corps de Lewy), alliant les symptômes de la maladie d'Alzheimer et de la maladie de Parkinson. Ses deux partenaires dans la série Les Craquantes, Beatrice Arthur et Rue McClanahan, ont été les premières à lui rendre hommage : « Notre relation mère-fille [dans la série] était l'un des plus grands duo comiques, et jamais je ne l'oublierai », dixit Beatrice Arthur. Elle est inhumée au Hollywood Forever Cemetery.

## Vie privée
Elle épouse l'homme d'affaires Arthur Gettleman, avec lequel elle partage sa vie de 1947 à la mort de celui-ci le 10 septembre 2004.
Elle mesure 1,49 m.

## Filmographie

### Films
- 1978 : Team-Mates de Steven Jacobson : la professeur
- 1982 : Tootsie de Sydney Pollack : la femme d'une quarantaine d'années
- 1983 : Règlement de comptes (Deadly Force) de Paul Aaron : Gussie
- 1985 : Mask de Peter Bogdanovich : Evelyn
- 1987 : Mannequin de Michael Gottlieb : Mme Claire Prince Timkin
- 1992 : Arrête, ou ma mère va tirer ! (Stop! Or My Mom Will Shoot) de Roger Spottiswoode : Tutti Bomowski
- 1999 : Stuart Little de Rob Minkoff : Estelle Little, la grand-mère
- 2000 : Ticket gagnant (The Million Dollar Kid) de Neil Mandt : Sœur Rosanne

### Téléfilms
- 1984 : No Man's Land de Rod Holcomb : Eurol Muller
- 1984 : Victims for Victims: The Theresa Saldana Story de Karen Arthur
- 1985 : Copacabana de Waris Hussein : Bella Stern
- 1997 : Un mariage d'amour (A Match Made in Heaven) de Paul Wendkos : Betty Weston
- 1997 : The Sissy Duckling d’Anthony Bell : Mme Hennypecker (voix)

### Séries télévisées
- 1981 : Nurse : Sadie Mandler (saison 2, épisode 4 : Equal Opportunity)
- 1982 : Baker's Dozen : Mme Locasale (saison 1, épisode 3 : Dear John)
- 1984 : L'île fantastique (Fantasy Island) : la caissière (saison 7, épisode 18 : Histoire d'amour pour sirène / Un fauteuil pour deux (Mermaid and the Matchmaker / The Obsolete Man))
- 1984 : Cagney et Lacey  (Cagney and Lacey) : Mme Rosenmeyer (saison 3, épisode 5 : Trafiquant d'enfants (Baby Broker))
- 1984 : Hôtel  (Hotel) : Roberta Abrams (saison 2, épisode 1 : Ennemis intimes (Intimate Strangers))
- 1984 : Newhart : Elsa Carruthers (saison 3, épisode 22 : What Makes Dick Run)
- 1985-1992  : Les Craquantes (The Golden Girls) : Sophia Petrillo (177 épisodes)
- 1987 : Roomies : Mama (saison 1, épisode 8 : Mid-Term Fever)
- 1988-1993 : La Maison en folie (Empty Nest) : Sophia Petrillo (52 épisodes)
- 1990 : City : Helen Rutledge (saison 1, épisode 11 : Seems Like Old Times)
- 1991 : The Fanelli Boys : Dr Newman (saison 1, épisode 15 : Doctor, Doctor)
- 1991 : Petite Fleur (Blossom) : Sophia Petrillo (saison 1, épisode 6 : Cherche amitié durable (I Ain't Got No Buddy))
- 1992-1993 : The Golden Palace : Sophia Petrillo (24 épisodes)
- 1993 : Nurses : Sophia Petrillo (saison 3, épisode 9 : Temporary Setbacks)
- 1996 : Les Anges du bonheur (Touched by an Angel) : Dottie (saison 3, épisode 8 : L'Arrivée des Martiens (The Sky Is Falling))
- 1996 : Brotherly Love : Myrna Burwell (saison 2, épisode 7 : Motherly Love)
- 1997 : Dingue de toi (Mad About You) : la tante de Paul (2 épisodes)
- 1997 : Duckman (Duckman: Private Dick/Family Man) : la tante Jane (saison 4 épisode 21 : Westward, No!)
- 1998 : Une nounou d'enfer (The Nanny) : elle-même (saison 6 épisode 8 : Youpi ! C'est Whoopi ! (Making Whoopi))
- 2000 : Un homme à femmes (Ladies Man) : Sophia Gates (saison 1 épisode 22 : Romance)
- 2001 : It's Like, You Know... : elle-même (saison 2 épisode 17 : Lust for Life)

## Distinctions

### Récompenses
- Golden Globes 1985 : Meilleure actrice dans une série télévisée musicale ou comique : Les Craquantes
- Emmy Awards 1988 : Meilleure actrice dans une série comique pour Les Craquantes
- Razzie Awards 1992 : Pire second rôle féminin pour Arrête ou ma mère va tirer !

### Nominations
- Emmy Awards 1986 : Meilleure actrice dans une série comique pour Les Craquantes
- Golden Globes 1986 : Meilleure actrice dans une série télévisée musicale ou comique pour Les Craquantes
- Emmy Awards 1987 : Meilleure actrice dans une série comique pour Les Craquantes
- Emmy Awards 1989 : Meilleure actrice dans une série comique pour Les Craquantes
- Emmy Awards 1990 : Meilleure actrice dans une série comique pour Les Craquantes
- Emmy Awards 1991 : Meilleure actrice dans une série comique pour Les Craquantes
- Golden Globes 1991 : Meilleure actrice dans une mini-série ou un téléfilm pour Les Craquantes
- Emmy Awards 1992 : Meilleure actrice dans une série comique pour Les Craquantes

## Théâtre
- 1982 : Torch Song Trilogy : Mme Beckoff (au Actors' Playhouse)